# 帕西帕尼-特羅伊希爾斯
帕西帕尼-特羅伊希爾斯（英語：Parsippany–Troy Hills）是位於美國新澤西州摩里斯縣的一個鎮區。

## 地方資料
帕西帕尼-特羅伊希爾斯的面積為65.65平方千米，當中陸地面積為61.20平方千米，而水域面積為4.45平方千米。根據2020年美國人口普查的數據，當地共有人口56162人，而人口密度為每平方千米855.48人。